# Cerkiew Zaśnięcia Najświętszej Maryi Panny w Krzywem
Cerkiew Zaśnięcia Najświętszej Maryi Panny w Krzywem – filialna drewniana cerkiew greckokatolicka. Należała do parafii greckokatolickiej w Końskiem.
Świątynia jest drewniana, została zbudowana w 1759, przy szosie, na wzniesieniu, pośród drzew i dwukrotnie przebudowana: w roku 1872 i 1971. 
Na zewnątrz budynek szalowany deskami z listowaniem i gzymsem arkadowym, u dołu fartuch z desek. Od 1971 świątynia jest rzymskokatolickim kościołem filialnym parafii Dydnia, pod wezwaniem Matki Bożej Łaskawej.
Wewnątrz ślady iluzjonistycznej polichromii z motywami architektonicznymi z 1872 przykryte płytami ze sklejki. Wyposażenie współczesne.

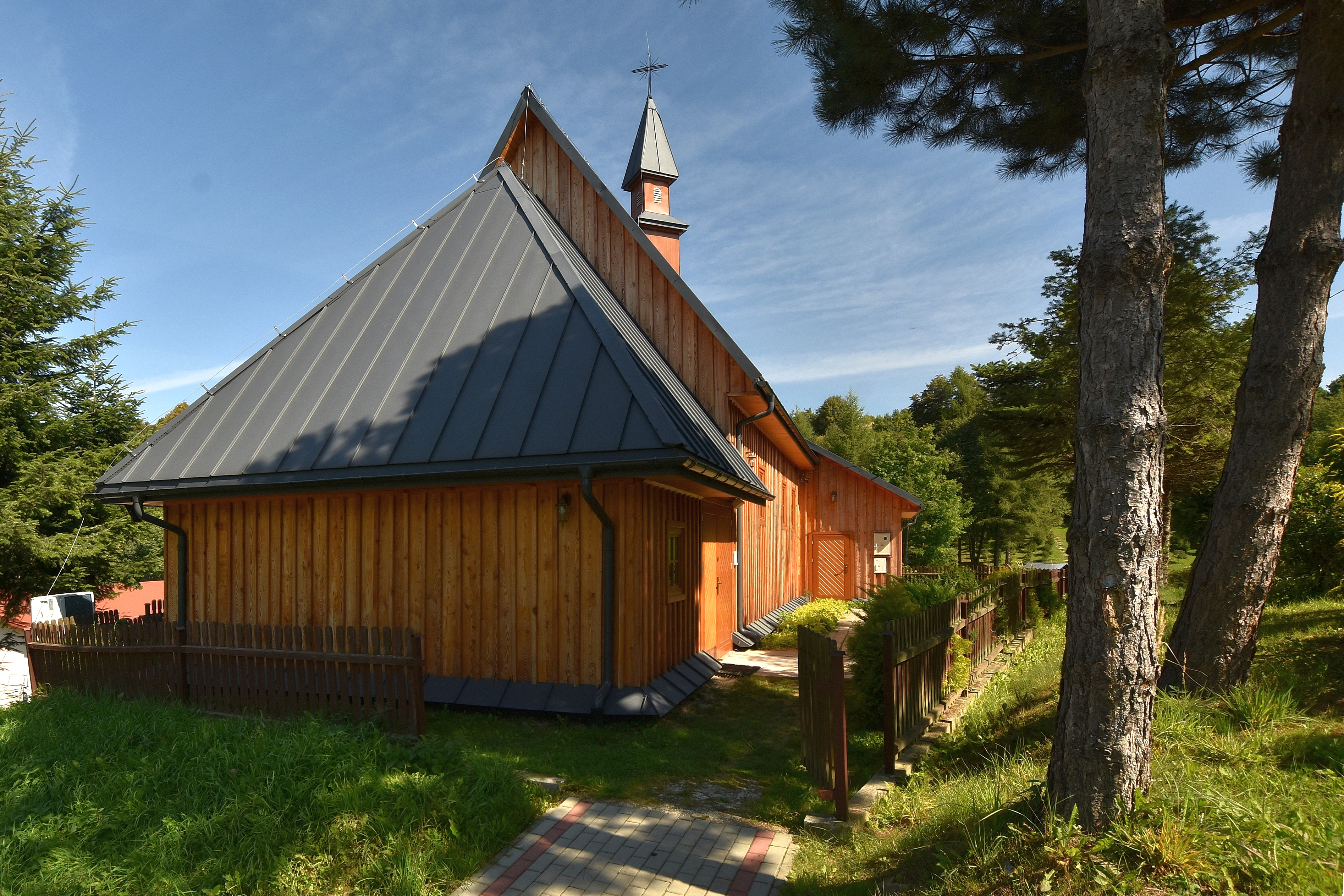
Widok od strony frontowej
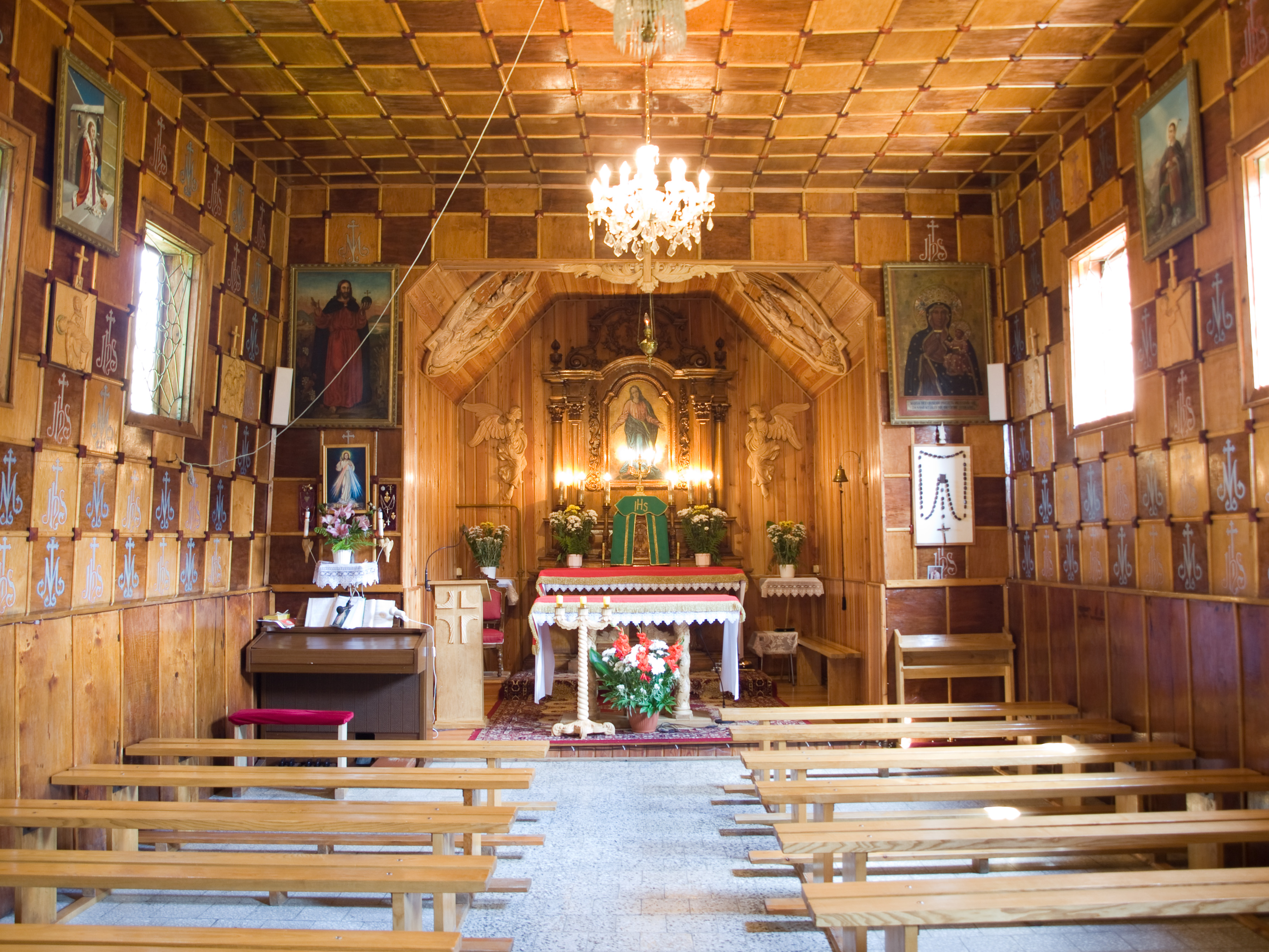
Wnętrze
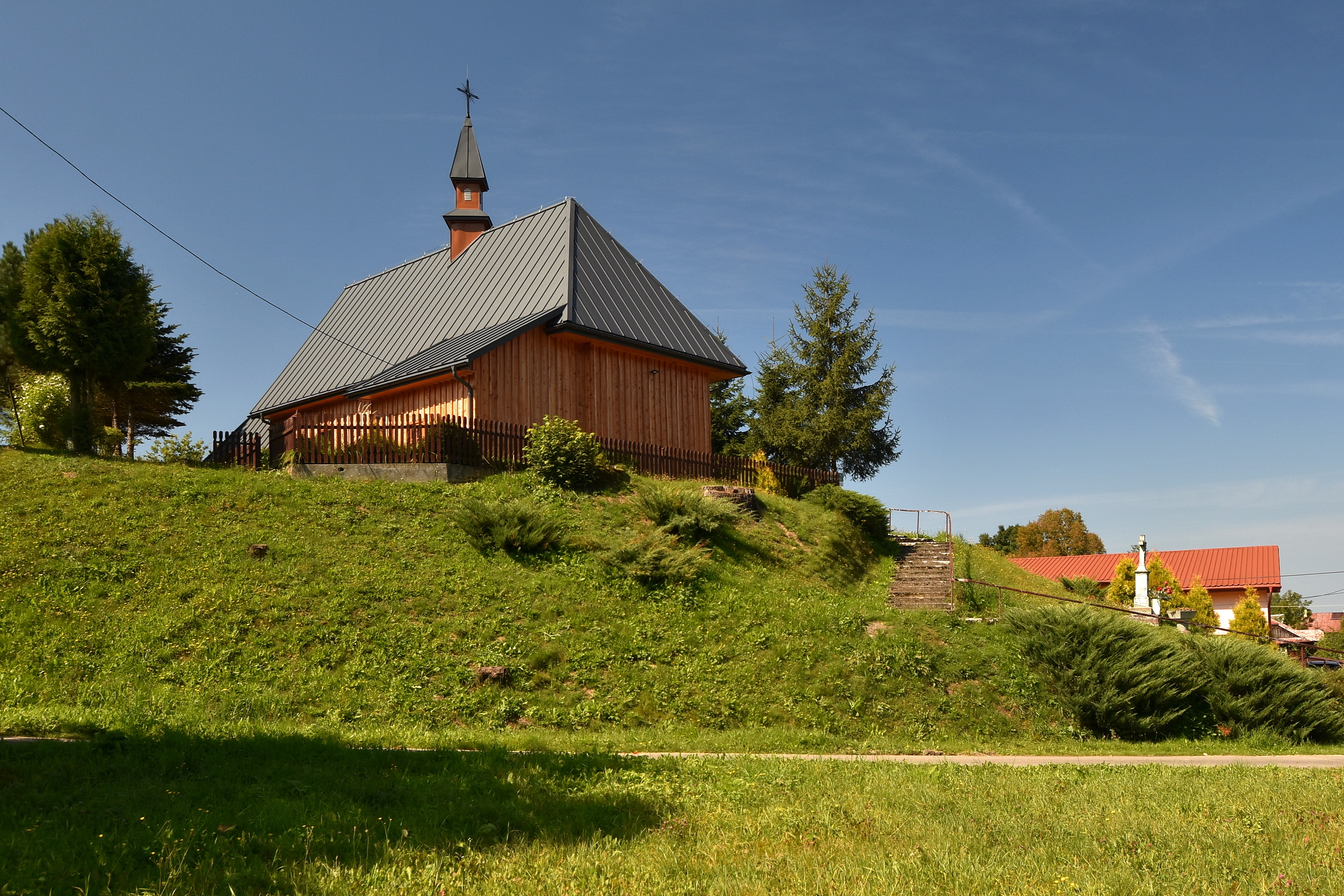
Widok od strony sanktuarium